# Lijst van rijksmonumenten in Haastrecht
De plaats Haastrecht telt 68 inschrijvingen in het rijksmonumentenregister. Hieronder een overzicht.
| Object | Oorspronkelijke functie?  | Bouwjaar                                                       | Architect          | Locatie                                       | Coördinaten?                  | Nr.?   | Afbeelding |
| --- | ------------------------- | -------------------------------------------------------------- | ------------------ | --------------------------------------------- | ----------------------------- | ------ | --- |
| Sint Barnebas | Kerk en kerkonderdeel     | 1852-1854                                                      | W.J. van Vogelpeel | Grote Haven 8                                 | 52° 0' 0" NB, 4° 46' 38" OL   | 19921  | Meer afbeeldingen |
| Pand met brede klokgevel | Woonhuis                  | derde kwart 18e eeuw                                           |                    | Grote Haven 66                                | 52° 0' 7" NB, 4° 46' 32" OL   | 19922  | Meer afbeeldingen |
| Hofje van Zijll van den Ham. Binnenplaats met woningen; façade met twee puntgevels aan weerszijden van het toegangspoortje | Woonhuis                  | 1866                                                           |                    | Hoogstraat 52                                 | 52° 0' 8" NB, 4° 46' 39" OL   | 19923  | Meer afbeeldingen |
| Huis van begane-grond en verdieping met schilddak, dat achter tegen een puntgevel aansluit en een topschoorsteen draagt. | Opslag                    | laatste kwart 18e eeuw                                         |                    | Hoogstraat 64                                 | 52° 0' 9" NB, 4° 46' 38" OL   | 19924  | Meer afbeeldingen |
| Huis met klokgevel afgedekt door een geprofileerd gelobd fronton | Woonhuis                  | tweede/derde kwart 18e eeuw                                    |                    | Hoogstraat 67                                 | 52° 0' 6" NB, 4° 46' 29" OL   | 19925  | Meer afbeeldingen |
| Raadhuis | Bestuursgebouw en onderdl | 1618                                                           |                    | Hoogstraat 79                                 | 52° 0' 6" NB, 4° 46' 28" OL   | 19926  | Meer afbeeldingen |
| Herenhuis onder hoog zadeldak met schoorstenen | Woonhuis                  | mogelijk laatste kwart 18e eeuw                                |                    | Hoogstraat 84                                 | 52° 0' 8" NB, 4° 46' 34" OL   | 19927  | Meer afbeeldingen |
| Herenhuis onder hoog zadeldak met schoorstenen | Woonhuis                  | mogelijk laatste kwart 18e eeuw                                |                    | Hoogstraat 86                                 | 52° 0' 8" NB, 4° 46' 34" OL   | 19928  | Meer afbeeldingen |
| Huis met tuitgevel met geprofileerde afdekking | Woonhuis                  | mogelijk laatste kwart 18e eeuw                                |                    | Hoogstraat 88                                 | 52° 0' 8" NB, 4° 46' 33" OL   | 19929  | Meer afbeeldingen |
| Huis met ijsselstenen trapgevel met geprofileerde afdekplaten op de trappen, waterlijst, toppilaster en ankers | Woonhuis                  | eerste helft 17e eeuw                                          |                    | Hoogstraat 90                                 | 52° 0' 8" NB, 4° 46' 33" OL   | 19930  | Meer afbeeldingen |
| Hoekpand onder schilddak. Oude kozijnen en deuromlijsting door pilasters. Gesneden kalf | Woonhuis                  |                                                                |                    | Hoogstraat 91                                 | 52° 0' 4" NB, 4° 46' 25" OL   | 19931  | Hoekpand onder schilddak. Oude kozijnen en deuromlijsting door pilasters. Gesneden kalf                                              |
| Pand met eenvoudige afgeknotte gevel onder rechte lijst | Woonhuis                  | 18e eeuw                                                       |                    | Hoogstraat 92                                 | 52° 0' 8" NB, 4° 46' 33" OL   | 19932  | Meer afbeeldingen |
| Pand met tuitgevel bekroond door een fronton | Woonhuis                  | eerste helft 17e eeuw                                          |                    | Hoogstraat 104                                | 52° 0' 8" NB, 4° 46' 30" OL   | 19933  | Meer afbeeldingen |
| Pand met tuitgevel bekroond door een fronton (Opmerking: Dit pand is afgebroken) | Woonhuis                  | eerste helft 19e eeuw                                          |                    | Hoogstraat 6                                  | 52° 0' 4" NB, 4° 46' 47" OL   | 19934  | Upload foto |
| Herenhuis onder dwars schilddak | Woonhuis                  | midden 19e eeuw                                                |                    | Hoogstraat 154                                | 52° 0' 5" NB, 4° 46' 21" OL   | 19935  | Meer afbeeldingen |
| Nutsspaarbank | Woonhuis                  | midden 19e eeuw                                                |                    | Hoogstraat 156                                | 52° 0' 5" NB, 4° 46' 21" OL   | 19936  | Meer afbeeldingen |
| Pand met lijstgevel | Woonhuis                  | midden 19e eeuw                                                |                    | Hoogstraat 158                                | 52° 0' 5" NB, 4° 46' 20" OL   | 19937  | Meer afbeeldingen |
| Bisdom van Vliet | Woonhuis                  | derde kwart 19e eeuw                                           |                    | Hoogstraat 166                                | 52° 0' 4" NB, 4° 46' 17" OL   | 19938  | Meer afbeeldingen |
| Nederlands Hervormde Kerk "Maria Lichtmis" | Kerk en kerkonderdeel     | 1624                                                           |                    | Kerkplein 9                                   | 52° 0' 3" NB, 4° 46' 27" OL   | 19939  | Meer afbeeldingen |
| Pand met eenvoudig puntgeveltje, voorzien van vlechtingen | Woonhuis                  | eerste helft 19e eeuw                                          |                    | Kerkplein 8                                   | 52° 0' 4" NB, 4° 46' 28" OL   | 19940  | Meer afbeeldingen |
| Pand met tuitgevel bij de toren der hervormde kerk | Woonhuis                  | 18e eeuw                                                       |                    | Kerkplein 10                                  | 52° 0' 3" NB, 4° 46' 25" OL   | 19941  | Meer afbeeldingen |
| Deftig herenhuis met geblokte, bakstenen hoekpilasters en een middenrisaliet | Woonhuis                  | eerste kwart 19e eeuw                                          |                    | Kerkstraat 1                                  | 52° 0' 4" NB, 4° 46' 26" OL   | 19942  | Meer afbeeldingen |
| Pand met brede tuitgevel op de hoek van het kerkplein | Woonhuis                  | midden 19e eeuw                                                |                    | Kerkstraat 2                                  | 52° 0' 4" NB, 4° 46' 27" OL   | 19943  | Meer afbeeldingen |
| Huis met gepleisterde puntgevel | Woonhuis                  | mogelijk midden 19e eeuw                                       |                    | Kerkstraat 3                                  | 52° 0' 4" NB, 4° 46' 26" OL   | 19944  | Meer afbeeldingen |
| Huis met klokgevel | Woonhuis                  | eerste helft 19e eeuw                                          |                    | Kerkstraat 5                                  | 52° 0' 4" NB, 4° 46' 26" OL   | 19945  | Meer afbeeldingen |
| Huis met klokgevel | Woonhuis                  | eerste helft 19e eeuw                                          |                    | Kerkstraat 7                                  | 52° 0' 5" NB, 4° 46' 26" OL   | 19946  | Meer afbeeldingen |
| Huis achter puntgevel met vlechtingen en oude kozijnen | Woonhuis                  | eerste helft 19e eeuw                                          |                    | Kerkstraat 9                                  | 52° 0' 4" NB, 4° 46' 25" OL   | 19947  | Meer afbeeldingen |
| Pand voorzien van puntgevel met vlechtingen, ontlastingsbogen met vlechtwerkvullingen en oude kozijnen met luiken | Woonhuis                  | 1656                                                           |                    | Kleine Haven 5                                | 52° 0' 4" NB, 4° 46' 32" OL   | 19948  | Meer afbeeldingen |
| Theodorushoeve | Boerderij                 | mogelijk 17e eeuw                                              |                    | Provincialeweg Oost 15                        | 52° 0' 58" NB, 4° 50' 41" OL  | 19949  | Meer afbeeldingen |
| Elisabethshoeve | Boerderij                 | 18e eeuw                                                       |                    | Provincialeweg Oost 57                        | 52° 0' 45" NB, 4° 48' 46" OL  | 19950  | Meer afbeeldingen |
| Hoeve met strodak en in de voorgevel oude kozijnen, luiken en oorspronkelijke roedenverdeling | Boerderij                 | 18e eeuw of ca. 1800                                           |                    | Provincialeweg Oost 63                        | 52° 0' 45" NB, 4° 48' 32" OL  | 19951  | Meer afbeeldingen |
| Boerderij met IJsselstenen voorgevel van het hoger opgetrokken woongedeelte, dat nog de oude vensterkozijnen en roedenverdeling heeft                                                                                              | Boerderij                 | 17e-18e eeuw                                                   |                    | Provincialeweg Oost 85                        | 52° 0' 39" NB, 4° 47' 58" OL  | 19952  | Meer afbeeldingen |
| Josephina's Hoeve | Boerderij                 | ca. 1800                                                       |                    | Provincialeweg Oost 87                        | 52° 0' 38" NB, 4° 47' 56" OL  | 19953  | Meer afbeeldingen |
| Naast het sluishuis een deftige hoeve op T-vormige plattegrond met strodaken | Boerderij                 | ca. 1800 (woongedeelte) 18e eeuw (bedrijfsgedeelte)            |                    | Provincialeweg Oost 91                        | 52° 0' 36" NB, 4° 47' 51" OL  | 19954  | Meer afbeeldingen |
| Het Paradijs | Boerderij                 | 17e eeuw                                                       |                    | Provincialeweg West 21                        | 51° 59' 48" NB, 4° 46' 8" OL  | 19955  | Meer afbeeldingen |
| Henr. Petronella's hoeve | Boerderij                 | eerste helft 19e eeuw                                          |                    | Provincialeweg West 23                        | 52° 0' 2" NB, 4° 45' 46" OL   | 19956  | Meer afbeeldingen |
| Hoeve op T-vormige plattegrond met woongedeelte van IJsselstenen onder later pannen dak | Boerderij                 | tweede kwart 19e eeuw                                          |                    | Provincialeweg West 25                        | 52° 0' 3" NB, 4° 45' 30" OL   | 19957  | Meer afbeeldingen |
| Hoeve met IJsselstenen puntgevel met vlechtingen | Boerderij                 | ca. 1800                                                       |                    | Provincialeweg West 33                        | 52° 0' 7" NB, 4° 44' 58" OL   | 19958  | Meer afbeeldingen |
| Stenen brug met gevelstenen | Brug                      |                                                                |                    | Hoogstraat bij 104                            | 52° 0' 7" NB, 4° 46' 30" OL   | 19959  | Meer afbeeldingen |
| Kloosterbrouwerij | Erfscheiding              | ca. 1860                                                       |                    | Steinsedijk 3                                 | 52° 0' 17" NB, 4° 45' 54" OL  | 19960  | Meer afbeeldingen |
| Goed bewaarde boerderij met ingezwenkte gevel, bekroond door een lijst. Op het hoge rieten dak een schoorsteen met smeedijzeren bekroning                                                                                          | Boerderij                 | ca. 1860                                                       |                    | Steinsedijk 37                                | 52° 0' 21" NB, 4° 47' 11" OL  | 19961  | Meer afbeeldingen |
| Boerderij voorzien van gezwenkte gevel met kroonlijst | Boerderij                 | 1857                                                           |                    | Steinsedijk 45                                | 52° 0' 36" NB, 4° 47' 29" OL  | 19963  | Meer afbeeldingen |
| Boerderij, met dwars woongedeelte onder rieten schilddak | Boerderij                 | 17e eeuw                                                       |                    | Steinsedijk 47                                | 52° 0' 38" NB, 4° 47' 31" OL  | 19964  | Meer afbeeldingen |
| Hardstenen grenspaal met wapen | Grensafbakening           | 18e eeuw                                                       |                    | Steinsedijk bij 65                            | 52° 0' 51" NB, 4° 48' 9" OL   | 19965  | Meer afbeeldingen |
| De Hooge Boezem achter Haastrecht: machinistenwoning | Dienstwoning              | 1873                                                           |                    | Hoogstraat 80                                 | 52° 0' 8" NB, 4° 46' 36" OL   | 512478 | Meer afbeeldingen |
| De Hooge Boezem achter Haastrecht: boezemgemaal | Gemaal                    | 1872                                                           |                    | Hoogstraat 31                                 | 52° 0' 6" NB, 4° 46' 38" OL   | 512479 | Meer afbeeldingen |
| De Hooge Boezem achter Haastrecht: hekwerk in Ambachtelijk-traditionele bouwtrant | Erfscheiding              | derde kwart 19e eeuw                                           |                    | Hoogstraat bij 31                             | 52° 0' 6" NB, 4° 46' 38" OL   | 512480 | Meer afbeeldingen |
| De Hooge Boezem achter Haastrecht: hekwerk in Ambachtelijk-traditionele bouwtrant | Erfscheiding              | derde kwart 19e eeuw                                           |                    | Hoogstraat bij 80                             | 52° 0' 9" NB, 4° 46' 36" OL   | 512481 | Meer afbeeldingen |
| Pastorie | Kerkelijke dienstwoning   | 1877                                                           |                    | Grote Haven 10                                | 52° 0' 1" NB, 4° 46' 38" OL   | 512483 | Meer afbeeldingen |
| Hekwerk in Ambachtelijk-traditionele bouwtrant | Erfscheiding              | laatste helft 19e eeuw                                         |                    | Grote Haven bij 8                             | 52° 0' 2" NB, 4° 46' 39" OL   | 512484 | Hekwerk in Ambachtelijk-traditionele bouwtrant                                                                                       |
| Baarhuisje | Begraafplaats en -onderdl | 1864                                                           |                    | Grote Haven 8                                 | 52° 0' 1" NB, 4° 46' 38" OL   | 512485 | Baarhuisje |
| Bisdom van Vliet. Woning voor de gezelschapsdame van mevrouw Paulina Maria Lefèvre de Montigny-Bisdom van Vliet in Eclectische stijl                                                                                               | Woonhuis                  | 1907                                                           |                    | Hoogstraat 166                                | 51° 59' 56" NB, 4° 46' 23" OL | 512490 | Bisdom van Vliet. Woning voor de gezelschapsdame van mevrouw Paulina Maria Lefèvre de Montigny-Bisdom van Vliet in Eclectische stijl |
| Bisdom van Vliet | Woonhuis                  | 1877                                                           |                    | Hoogstraat 164                                | 52° 0' 4" NB, 4° 46' 17" OL   | 512491 | Bisdom van Vliet |
| Bisdom van Vliet. Koetshuis | Bijgebouwen kastelen enz. | 1879                                                           |                    | Hoogstraat 164                                | 52° 0' 4" NB, 4° 46' 17" OL   | 512492 | Bisdom van Vliet. Koetshuis |
| De Overtuin (Haastrecht) | Tuin, park en plantsoen   | tweede helft 19e eeuw                                          |                    | Hoogstraat tegenover 166                      | 51° 59' 56" NB, 4° 46' 23" OL | 512493 | De Overtuin (Haastrecht) |
| De Overtuin (Haastrecht) Vijf tuinsieraden in een aan het Neo-Manierisme verwante stijl | Tuin, park en plantsoen   | tweede helft 19e eeuw                                          |                    | Hoogstraat tegenover 164                      | 51° 59' 56" NB, 4° 46' 23" OL | 512494 | De Overtuin (Haastrecht) Vijf tuinsieraden in een aan het Neo-Manierisme verwante stijl                                              |
| De Overtuin (Haastrecht) Tuinbeeld van Neptunus | Tuin, park en plantsoen   | 1720                                                           |                    | Hoogstraat tegenover 164                      | 51° 59' 56" NB, 4° 46' 23" OL | 512495 | Meer afbeeldingen |
| De Overtuin (Haastrecht) Tuinbeeld van de halfgod Hercules | Tuin, park en plantsoen   | 1720                                                           |                    | Hoogstraat tegenover 164                      | 51° 59' 56" NB, 4° 46' 23" OL | 512496 | Meer afbeeldingen |
| De Overtuin (Haastrecht) Kunstmatige grot vormgegeven in een aan het Neo-Manierisme verwante stijl, gelegen op een kunstmatige heuvel in het achterste deel van het overpark bij het huis Bisdom van Vliet                         | Tuin, park en plantsoen   | tweede helft 19e eeuw                                          |                    | Hoogstraat tegenover 164                      | 51° 59' 56" NB, 4° 46' 23" OL | 512497 | Meer afbeeldingen |
| De Overtuin (Haastrecht) Grafmonument opgericht ter nagedachtenis aan de laatste bewoners van het huis, de heer en mevrouw Lefèvre de Montigny-Bisdom van Vliet gesitueerd in het overpark                                         | Begraafplaats en -onderdl | 1881                                                           |                    | Hoogstraat tegenover 164                      | 51° 59' 56" NB, 4° 46' 23" OL | 512498 | Meer afbeeldingen |
| De Overtuin (Haastrecht) Grafmonument opgericht ter nagedachtenis aan de hond Nora geboren in 1893 | Begraafplaats en -onderdl | 1906                                                           |                    | Hoogstraat tegenover 164                      | 51° 59' 56" NB, 4° 46' 23" OL | 512499 | Meer afbeeldingen |
| De Overtuin (Haastrecht) Smeedijzerenhek | Erfscheiding              | 18e eeuw                                                       |                    | Hoogstraat tegenover 164                      | 51° 59' 56" NB, 4° 46' 23" OL | 512500 | Meer afbeeldingen |
| Bisdom van Vliet. Tuin aan de achterzijde van het woonhuis grenzend aan de IJssel, waarschijnlijk tegelijk met nieuwe aanleg van de overtuin, vormgegeven in een eenvoudige Landschapsstijl                                        | Tuin, park en plantsoen   | tweede helft 19e eeuw                                          |                    | Hoogstraat 164                                | 52° 0' 5" NB, 4° 46' 17" OL   | 512501 | Meer afbeeldingen |
| Bisdom van Vliet. Tuinsieraad (Piedestal)vormgegeven in een aan het Neo-Manierisme verwante stijl in de achtertuin van het huis Bisdom van Vliet, in essentie vergelijkbaar met de tuinsieraden die in de overtuin geplaatst zijn. | Tuin, park en plantsoen   | tweede helft 19e eeuw                                          |                    | Hoogstraat 164                                | 52° 0' 5" NB, 4° 46' 17" OL   | 512502 | Meer afbeeldingen |
| Bisdom van Vliet. Woonhuis | Woonhuis                  | 1903                                                           |                    | Hoogstraat 160                                | 52° 0' 5" NB, 4° 46' 19" OL   | 512503 | Meer afbeeldingen |
| Verkeersbrug | Brug                      | 1888                                                           |                    | Over de ringvaart naar de Gouderakse Tiendweg | 51° 59' 58" NB, 4° 43' 53" OL | 514969 | Meer afbeeldingen |
| Zesde Hooge Boezemmolen | Industrie- en poldermolen | 1873 (herbouwd) 1913 (gedeeltelijk gesloopt)                   |                    | Oost-Vlisterdijk bij 1                        | 51° 59' 33" NB, 4° 47' 1" OL  | 527402 | Meer afbeeldingen |
| Polder Bergambacht/ De Kleine Molen/ Molen van Hol: restant van de wipmolen gebouwd als poldermolen voor de bemaling van de polder Bergambacht                                                                                     | Industrie- en poldermolen | 1620 of eerder 1879 (buiten bedrijf) 1885 (bovenhuis gesloopt) |                    | Bilwijkerweg 121                              | 51° 59' 24" NB, 4° 46' 38" OL | 527564 | Meer afbeeldingen |